# Tudiclidae
Tudiclidae (лат.) — семейство морских брюхоногих моллюсков из надсемейства Buccinoidea отряда Neogastropoda. В 2018 году были проведены исследования морфологии раковины, крышечки, радулы, а также анатомии, яйцевых капсул и молоди Tudicla spirillus (Linnaeus, 1767) — типового вида типового рода семейства Tudiclidae. На основании этих данных семейство Tudiclidae переведено из надсемейства Turbinelloidea в надсемейство Buccinoidea. Затем семейство Tudiclidae было расширено, в него включили в него еще некоторые современные роды, среди которых Afer, Euthria и Euthriostoma.

## Роды
На апрель 2024 года в семейство включают следующие современные и вымершие роды:
- Aeneator H. J. Finlay, 1926
- Afer Conrad, 1858
- Antarctissitys Stilwell & Zinsmeister, 2003 †
- Boltenella Wade, 1917 †
- Buccinulum Deshayes, 1830
- Cophocara R. B. Stewart, 1927 †
- Euthria J. E. Gray, 1850
- Euthriofusus Cossmann, 1901 †
- Euthriostoma Marche-Marchad & Brébion, 1977
- Haplovoluta Wade, 1918 †
- Hercorhyncus Conrad, 1869 †
- Heteroterma Gabb, 1869 †
- Lirabuccinum Vermeij, 1991
- Nekewis R. B. Stewart, 1927 †
- Rapopsis Saul, 1988 †
- Siphonofusus Kuroda & Habe, 1954
- Tasmeuthria Iredale, 1925
- Tudicla Röding, 1798
- Tudiclana H. J. Finlay & Marwick, 1937 †